# ستيفن برادي
ستيفن برادي (بالإنجليزية: Stephen Brady)‏ هو دبلوماسي أسترالي، ولد في 11 يونيو 1959 في لندن في المملكة المتحدة.